# دروگومشل
دروگومشل (به لهستانی:  Drogomyśl) یک روستا در لهستان است که در گمینا سترومینگ واقع شده‌است. دروگومشل ۱۴٫۶۵ کیلومتر مربع مساحت و ۲٬۱۲۱ نفر جمعیت دارد.